# ساندز غايل
ساندز غايل هو سياسي أمريكي، ولد في 13 فبراير 1870 في مقاطعة هانوفر في الولايات المتحدة، وتوفي في 21 ديسمبر 1918 في مقاطعة بوكنغهام في الولايات المتحدة. نشط حزبياً في الحزب الديمقراطي. وقد انتخب عضو مجلس ولاية فرجينيا ‏ وانتخب عضو مجلس نواب كارولينا الشمالية ‏.